# Edgar Robles
Edgar Robles (22 de novembro de 1977 - 28 de dezembro de 2016) foi um futebolista paraguaio que atuava como defensor.

## Carreira
Edgar Robles integrou a Seleção Paraguaia de Futebol na Copa América de 2001.